# Julian Jacobs
Julian Jacobs (Las Vegas, 23 novembre 1994) è un ex cestista statunitense.